# Ciclopentano
El ciclopentano es un hidrocarburo (compuesto químico formado únicamente por carbono e hidrógeno), que pertenece al grupo de los cicloalcanos (hidrocarburo saturado, es decir,  el tipo de enlace químico entre carbono y carbono es simple). Su masa molecular es de 70 umas.

Representación química clásica del ciclopentano según acuerdos de la IUPAC

Responde a la fórmula química C5H10. También se le puede expresar como un pentágono, en el que cada vértice representa un carbono y los 10 hidrógenos (dos en cada carbono).